# Vitor Veloso
Vitor Veloso (...) è un giocatore di football americano brasiliano, che gioca come cornerback per i João Pessoa Espectros.